# 楽一
楽一（らくいち）は、カシオ計算機株式会社が発売している事務用コンピュータのシリーズ。。
ハード（本体、キーボード、ドットインパクトプリンタ）とソフト（販売管理、会計管理、給与管理、工事管理など）が一体となっているミドルウェア。
1992年（平成4年）7月に発売された。

## 楽一の歴史

### R1-150シリーズ
- 1992年 - 伝票をそのまま画面表示、今お使いの用紙に印字、ルーズリーフ型の売上帳に追記など、初代モデル。

### RX-50シリーズ
- 1995年 - ペンによる入力キーボードを搭載。キーボードに不慣れな方でも使える、3代目モデル。

### RX-77シリーズ
- 2000年 - ソフトウェア機能を強化、パソコンとの連携を実現。また、インターネットやメールなど、ネットワーク機能も強化した7代目モデル。

### BXシリーズ
- 業務処理用途を拡大。経営支援専用システム。[3]

### NSシリーズ
- 画面タッチの直感操作と、アプリケーションを融合したビジネスコンセプトPC。

### XGシリーズ
- 経営支援専用機の機能はそのままに、安心してお使い頂けるようにお客さまに必要なサービスをひとつにまとめた現行モデル。

### VGシリーズ
- マルチタッチLCDを採用し、画面タッチの直接操作を実現。専用スキャナーも備え、WindowsPCとしても使用できる汎用モデル。

### WGシリーズ
- 経営支援専用機の機能はそのままに、XGシリーズとVGシリーズの良いところを一つに統合した現行モデル。